# Dendrophthora warmingii
Dendrophthora warmingii är en sandelträdsväxtart som först beskrevs av August Wilhelm Eichler, och fick sitt nu gällande namn av Kuijt. Dendrophthora warmingii ingår i släktet Dendrophthora och familjen sandelträdsväxter. Inga underarter finns listade i Catalogue of Life.